# 微熱少年
『微熱少年』（びねつしょうねん）は、松本隆の小説・エッセイ集、及び、同名小説を原作とする松本隆監督による日本映画。

## 概要

### エッセイ集
1975年1月1日、ブロンズ社より「エッセイ集 微熱少年」発行（2006年1月26日、立東舎文庫より文庫化）。
歌謡曲の詞論、プロデューサーとしてかかわった作品のレコーディングの様子を伝えるエッセイ、リズム論など綴られている。“恋歌”の歌詞20編も収録。また、イラストを担当したますむらひろしの絵とのコラボレーション“春街スケッチ”（風街ではなく春街）も瑞々しく描かれている。イラスト：ますむらひろし、デザイン：羽良多平吉。帯の推薦文は吉田拓郎。

### 小説
1985年11月1日、新潮社より発行。SONYよりカセットブックも発売されている（ナレーション：森本レオ）。
松本自身が感じていた“熱血少年ではない、しかし冷めているわけでもない『微熱』を秘めていた少年時代”を振り返り、松本自身の経験を元に綴ったという自叙伝的作品。
1987年に実写映画化。松本が自ら監督を務めた。小説と異なるエンディングは公開時に話題を呼んだ。2020年10月25日、歌謡ポップスチャンネルの『松本隆作詞家生活50周年記念特集』企画内で、本作品を放送。その際、フィルム映像をテレビジョン信号に変換するテレシネを施したニューマスター版を制作している。
2014年2月7日 - 9日に東京芸術劇場が主催したリーディング企画『芸術+トーク 朗読「東京」（第二回）』の2日目の演目に採用された。出演は俳優の加治将樹と石橋穂乃香。

## あらすじ
ビートルズが来日する年、何かが変わりそうな予感を抱いていた。今まで経験したことがない音楽、もどかしい恋愛、少年から大人への階段を上がらなければならない不安。熱血には遠く、冷めるにはまだ早い「微熱」を宿した男子高校生・健の視点から描いた青春作品。

## 映画
松本が自ら監督を務め、1987年6月13日に公開された音楽映画。ホリプロダクション製作、フジテレビジョン製作協力、東宝配給。2020年まで松本唯一の監督作。
主演に斉藤由貴の実弟で、新人の斉藤隆治が6800人が参加したオーディションから選ばれた。斉藤は当時、神奈川県立港南台高校在学中の18歳。エリー役にカネボウ化粧品創立100周年記念ニューフェースに選ばれた西山由美（現：由海）、優子役の広田恵子もカネボウの水着キャンペーンガール。吉田役にC-C-B脱退を表明したばかりの関口誠人を起用した。
1987年2月9日の製作発表会見で、監督・原作・音楽を兼ねる松本隆が「音楽と言葉と映像は文化の三原色。この三原色を組み合わせて感性豊かな映画を作りたい」と抱負を述べた。松本と音楽上の付き合いのある吉田拓郎、鈴木茂、財津和夫、森山良子、南佳孝、広石武彦、米米CLUB、爆風スランプなど、普段は俳優として活動していないミュージシャンが多く出演した。
劇中音楽も、松本が作詞提供しているミュージシャン・アイドルが数多参加した。

### 製作
製作が報道されたのは1986年暮れで、1987年2月9日、東京プリンスホテルで製作発表会見があった。映画は1987年4月下旬に完成予定と発表された。

### 興行成績
東宝洋画系劇場で公開。東宝本番線（邦画系）は『シャタラー』。都会は本作の一本立て興行だが、地方は『あいつに恋して』との二本立て興行。東宝が洋画系劇場で邦画の青春映画をセットで流すのは珍しく、どちらもフレッシュな青春映画イメージを持ち、話題性もあることから東宝営業部も配収5億円を挙げたいと期待していた。ところが『映画年鑑 1988年版』には「話題性に乏しく不発に終わった」と書かれている。

### テレビ放送
後述のビデオが廃盤になって以降、再発及びソフト化も一度もない。2020年10月25日に歌謡ポップスチャンネルでテレビ初放送。

### キャスト
- 島本健：斉藤隆治
- エリー：西山由美
- 優子：広田恵子
- 吉田：関口誠人
- 浅井：広石武彦
- 能勢：長畠善次
- 加藤：宮城宗典
- 健の母：森山良子
- カメラマン：吉田拓郎
- 広告代理店プロデューサー：財津和夫
- 暴走族のリーダー：Johnny
- 路面電車の車掌：細野晴臣

他、米米CLUB、爆風スランプ、BARBEE BOYS、THE 東南西北、加藤役の宮城宗典が所属するヒルビリー・バップスなどがエキストラ・端役として参加している。

### スタッフ
- 監督・原作・音楽：松本隆
- 製作：堀威夫
- プロデューサー：金森美弥子
- アソシエイト・プロデューサー：元持昌之
- 脚本：筒井ともみ
- 撮影：藤井秀男
- 編集：山地早智子
- 主題曲：REBECCA「MONOTONE BOY」
- 配給：東宝

### 映像作品

#### ビデオ
- 「微熱少年」（1987年9月30日、ポニーキャニオン） ASIN: B00005FWP3
- 「ANOTHER SIDE OF 微熱少年」（1987年、CBSソニー） - メイキングビデオ。レーザーディスクでもリリース[注 1]

### ロケ地
- 東京タワー

- 日本武道館
- 長者ヶ崎（神奈川県三浦郡葉山町）
- 米海軍下士官兵集会所（通称：EMクラブ）：現・横須賀芸術劇場

## サウンドトラック
『微熱少年 MOVIE SONGS』（1987年4月22日発売）
1. Monotone Boy / REBECCA
作詞：松本隆／作曲：土橋安騎夫／編曲：REBECCA
2. Brusing / 鈴木茂
作曲・編曲：鈴木茂
3. くずせるものなら、くずしてごらん -Movie Version- / CLAXON
作詞：松本隆／作曲：得能悟／編曲：CLAXON
4. 君の名前を呼びたい / The東南西北
作詞：松本隆／作曲：久保田洋司／編曲：村松邦男／ストリングス編曲：渡辺蕗子
5. Do You Feel Me / 杉真理
作詞：松本隆／作曲・編曲：杉真理
6. 空飛ぶ電車 / 細野晴臣
作曲・編曲：細野晴臣
7. 恋するカレン / 大滝詠一
作詞：松本隆／作曲：大滝詠一／編曲：多羅尾伴内
8. 雪のファンタジー / 松田聖子
作詞：松本隆／作曲・編曲：大村雅朗
9. 夢見るナタリー / 関口誠人
作詞：松本隆／作曲：関口誠人／編曲：鈴木茂
10. GIRL / 南佳孝
作詞：松本隆／作曲：南佳孝／編曲：清水信之
11. 長い髪のMaria / CLAXON
作詞：松本隆／作曲：越智昭／編曲：CLAXON